# Vardenafil

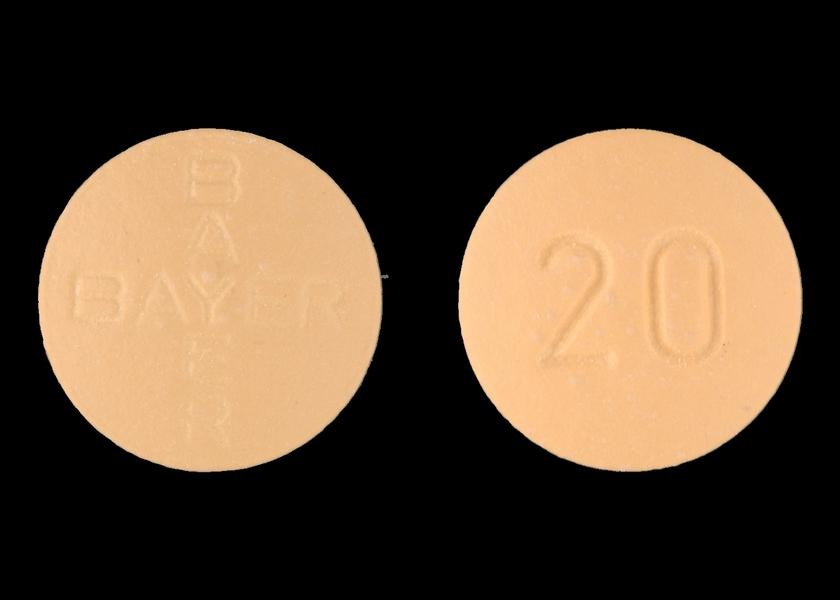
Levitra

Vardenafil este un medicament administrat pentru tratarea disfuncției erectile. Aparține clasei de medicamente inhibitori de fosfodiesterază de tip 5 (PDE5). Cod ATC: G04BE09. Este comercializat cu numele Levitra de Bayer, GlaxoSmithKline, Schering-Plough și Staxyn în India și Vivanza în Italia, sub formă de comprimate 5, 10 și 20 mg. 
Alte medicamente din aceeași categorie sunt sildenafil (Viagra) și tadalafil (Cialis).

## Mecanism de acționare
Vardenafil acționează prin blocarea enzimei fosfodiesterază, care descompune o substanță numită guanozin monofosfat ciclic (GMPc). Acesta este produs în timpul stimulării sexuale normale la nivelul penisului, unde determină relaxarea mușchiului din țesutul spongios (corpora cavernosa).  Prin blocarea descompunerii GMPc, vardenafil reface funcția erectilă.

## Contraindicații
Vardenafil este contraindicat în cazul în care activitatea sexuală nu este recomandată, cum ar fi afecțiuni cardiace severe, antecedente de pierdere a vederii din cauza unei probleme privind afluxul sângelui la nervul optic (neuropatie optică ischemică anterioară non-arteritică sau NOIAN).  De asemenea, administrarea vardenafil este contraindicată în asociere cu nitrați (medicamente utilizate pentru tratarea anginei).

## Reacții adverse
Utilizarea vardenafil poate provoca diverse reacții adverse ușoare sau moderate: cefalee, înroșirea feței,indigestie, greață, amețeli, tensiune arterială, stare de slăbiciune.